# Johann Martin Müller (Pädagoge)
Johann Martin Müller (* 22. Juni 1722 in Wernigerode; † 9. Dezember 1781 in Hamburg) war ein deutscher Pädagoge.

## Leben
Johann Martin Müller besuchte die Wernigeroder Hauptschule unter dem Rektor Eustasius Friedrich Schütze. Als jener 1738 nach Altona berufen wurde, folgte ihm Müller und blieb dort vier oder fünf Jahre. Sein Landesherr Christian Ernst zu Stolberg-Wernigerode schickte Müller dann nach Halle zum Studium der Theologie. Gegen Ende des Studiums gab er Unterricht an den Franckeschen Stiftungen und entdeckte dabei sein Interesse für die Pädagogik. 1745 nahm er deshalb eine Stellung als Hauslehrer in Hamburg an. Vier Jahre später wurde ihm das Rektorat der lateinischen Schule in Altenbruch übertragen. Von 1750 bis 1754 hatte Müller das Rektorat über die Schule in Otterndorf. Danach wurde er Konrektor des Hamburger Johanneums. Ab 1773 war er Rektor dieser Schule.
Johann Martin Müller trat in einigen seiner theoretischen Schriften gegen die Ideen des Pädagogen Johann Bernhard Basedow auf. Seine Arbeiten zur Schul- und Gelehrtengeschichte sind noch heute von Wert.

## Schriften (Auswahl)
- Historische Nachricht von der Ottendorfischen Schule. 1753
- Das gelehrte Hadeln. 1753 und 1754 Digitalisat
- Beitrag zur Geschichte des Johannei. 1779
- Historischer Beweis, daß das Johanneum auf Hamburgs Wohl und Ruhm großen Einfluß gehabt habe und noch habe. 1781 Digitalisat